# Avren (Varna)
Pour les articles homonymes, voir Avren.
Avrén (Аврен en bulgare) est une ville du nord-est de la Bulgarie.

## Géographie
Avrén est situé dans l'est de la Bulgarie, au sud de Varna, chef-lieu de la région de même nom.
La ville est le chef-lieu de la commune de Avren.

## Galerie

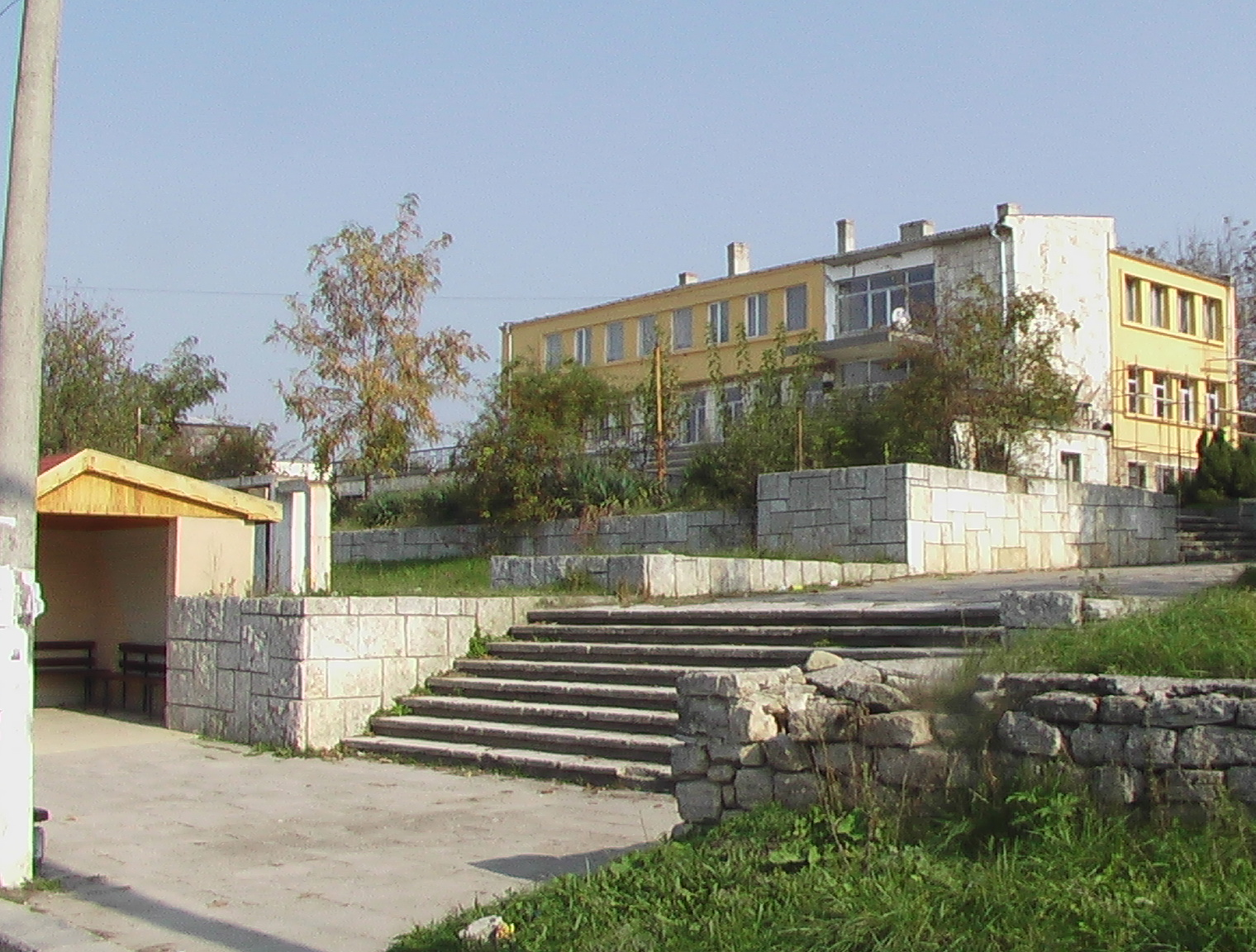
Le centre du village